# 全国农业展览馆
39°56′29″N 116°27′53″E / 39.9413172°N 116.4646268°E

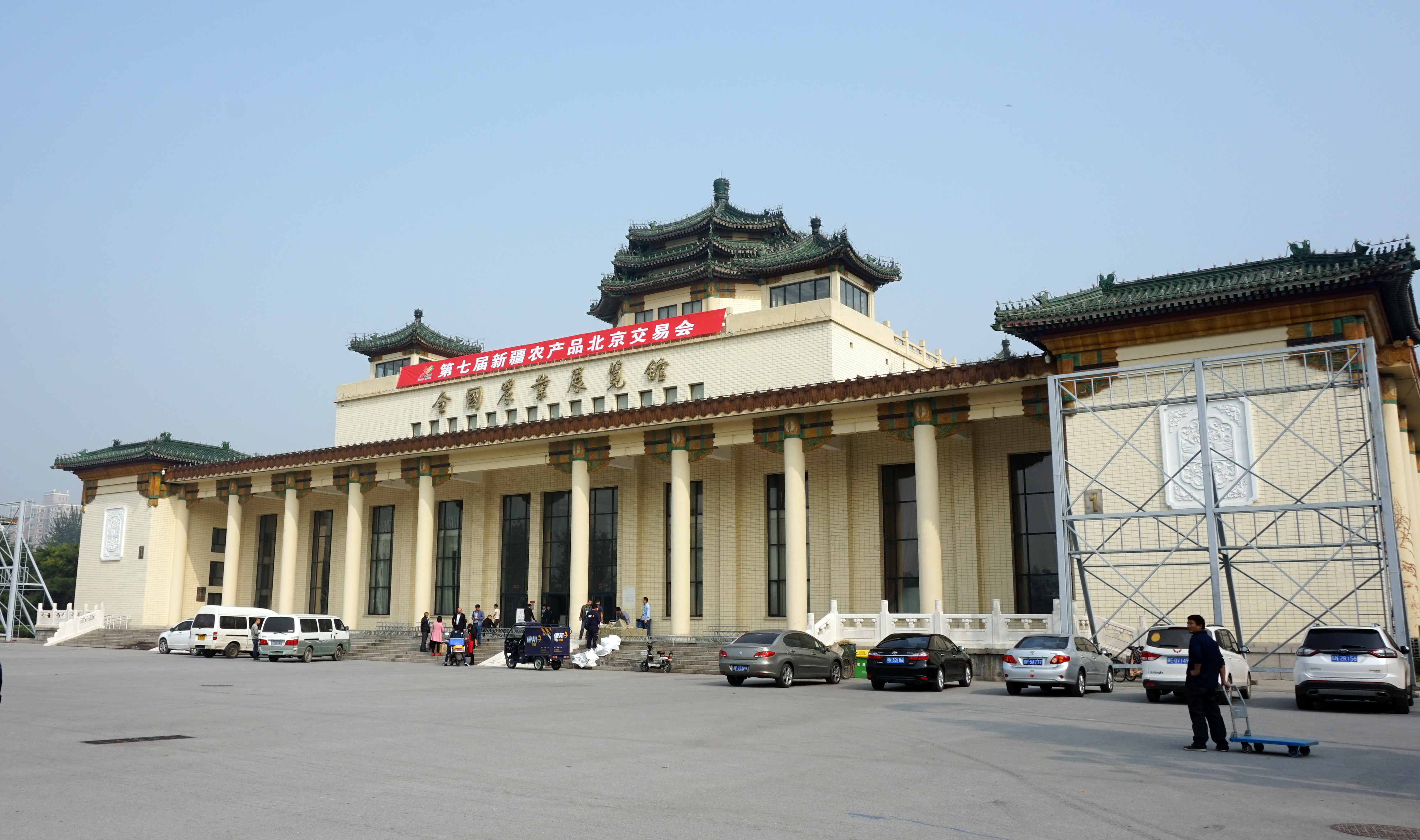
全国农业展览馆今貌

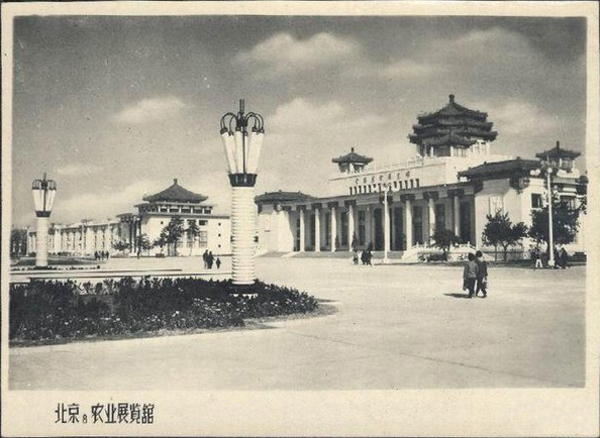
1959年的全国农业展览馆

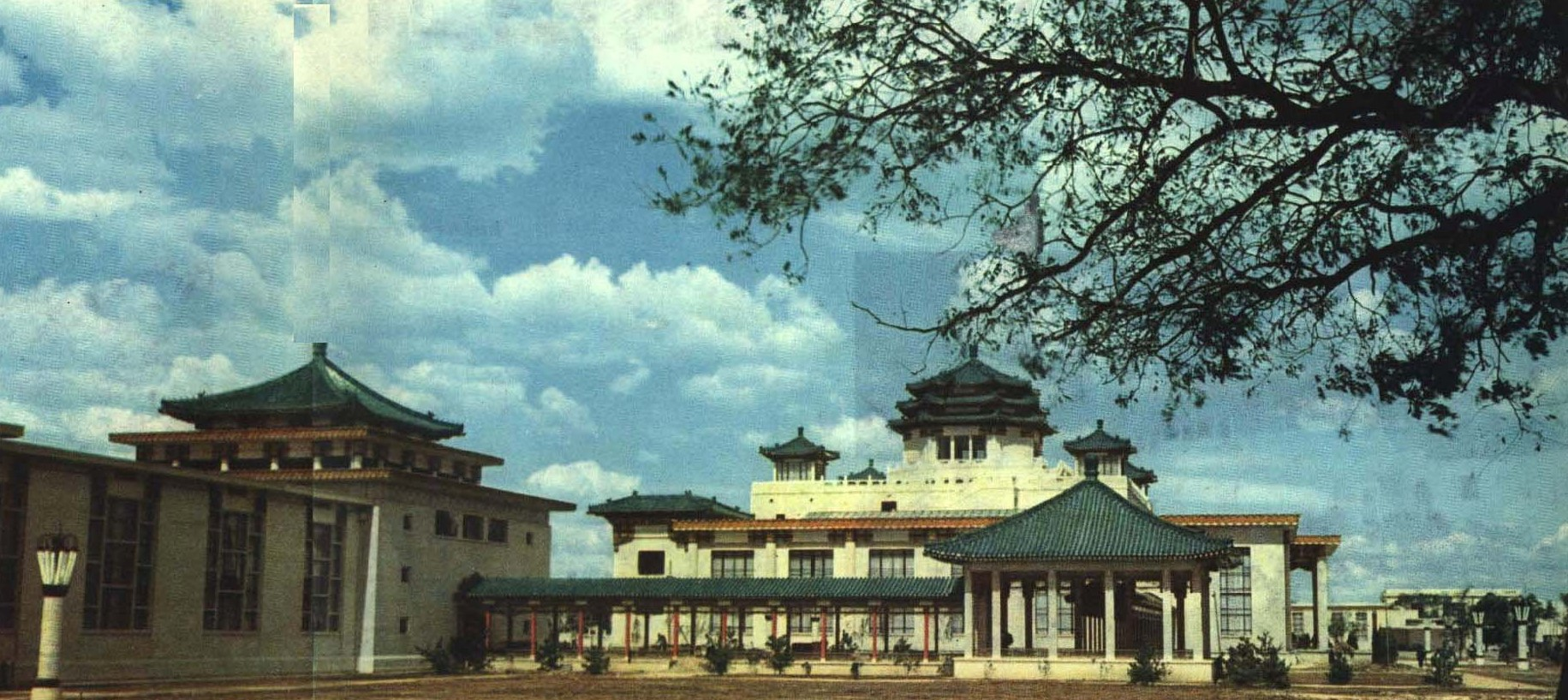
1963年的全国农业展览馆

全国农业展览馆是位于中国北京市朝阳区的一所展览馆。

## 历史
全国农业展览馆于1959年落成，是中华人民共和国国庆十周年工程之一。该展览馆最初用于展示中国农业生产工具、农产品及农业发展成就。该展览馆1959年建成后，即举办了中华人民共和国1949年成立后的第一个全国性大型展览——“建国十周年全国农业成就展览”。
自1980年代起，该展览馆逐步走向市场，开始举办各类展览。该馆1980年代举办的全国服装展览，1990年代举办的汽车自选市场皆大受欢迎。

## 建筑
全国农业展览馆老馆占地面积52公顷，建筑总面积共25000平方米，由十座带有中国传统建筑风格的展览馆组成，由建筑师严星华设计。全国农业展览馆新馆于2004年11月8日奠基，2005年5月投入使用。

## 中国农业博物馆
中国农业博物馆位于全国农业展览馆内，是1983年7月由中华人民共和国国务院批准建立的中国国家级农业博物馆，隶属中华人民共和国农业部，1986年9月正式对外开馆。